# 坂井俊文
坂井 俊文（さかい としふみ、4月28日 - ）は、日本の男性声優。神奈川県出身。以前はJac in productionに所属していた。

## 出演作品
※太字はメインキャラクター。

### テレビアニメ
2009年
- けんぷファー（男子生徒C）

2014年
- ストレンジ・プラス（部下A、店員、暗殺者A）
- 旦那が何を言っているかわからない件（樹瀬望[1]、アナウンス）

2015年
- 旦那が何を言っているかわからない件 2スレ目（樹瀬望[2]）

### 劇場アニメ
2013年
- ベルセルク 黄金時代篇III 降臨（木こり、団員、兵士、死霊）

### ドラマ
- Woman
- Oh,My Dad!!

### TVCM
- JCB
- ARROWS

### イベント
- 21st キンダー・フィルム・フェスティバル
- キンダー・フィルム・フェス せたがや子ども映画祭

### 舞台
- 女優 松井須磨子の恋（倉橋）